# Бонштедт, Людвиг Людвигович
Людвиг Людвигович Бонштедт (нем. Ludwig Bohnstedt; 15 октября 1822, Санкт-Петербург — 3 января 1885, Гота) — немецкий и российский архитектор, академик и профессор Императорской Академии художеств.

## Биография
В 1831—1839 годах учился в Главном немецком училище Св. Петра, после окончания которого, уехал в Германию для продолжения учёбы. Там поступил на философское отделение Берлинского университета (нем.  Humboldt-Universität zu Berlin), но почти сразу же покинул его и в 1840 году поступил в Берлинскую строительную школу (нем.  Berliner Bauschule), а затем в Берлинскую академию художеств (нем.  Akademie der Künste, Berlin).
После окончания Берлинской академии в 1843 году вернулся в Санкт-Петербург и поступил на службу в мастерскую архитектора Р. А. Желязевича.

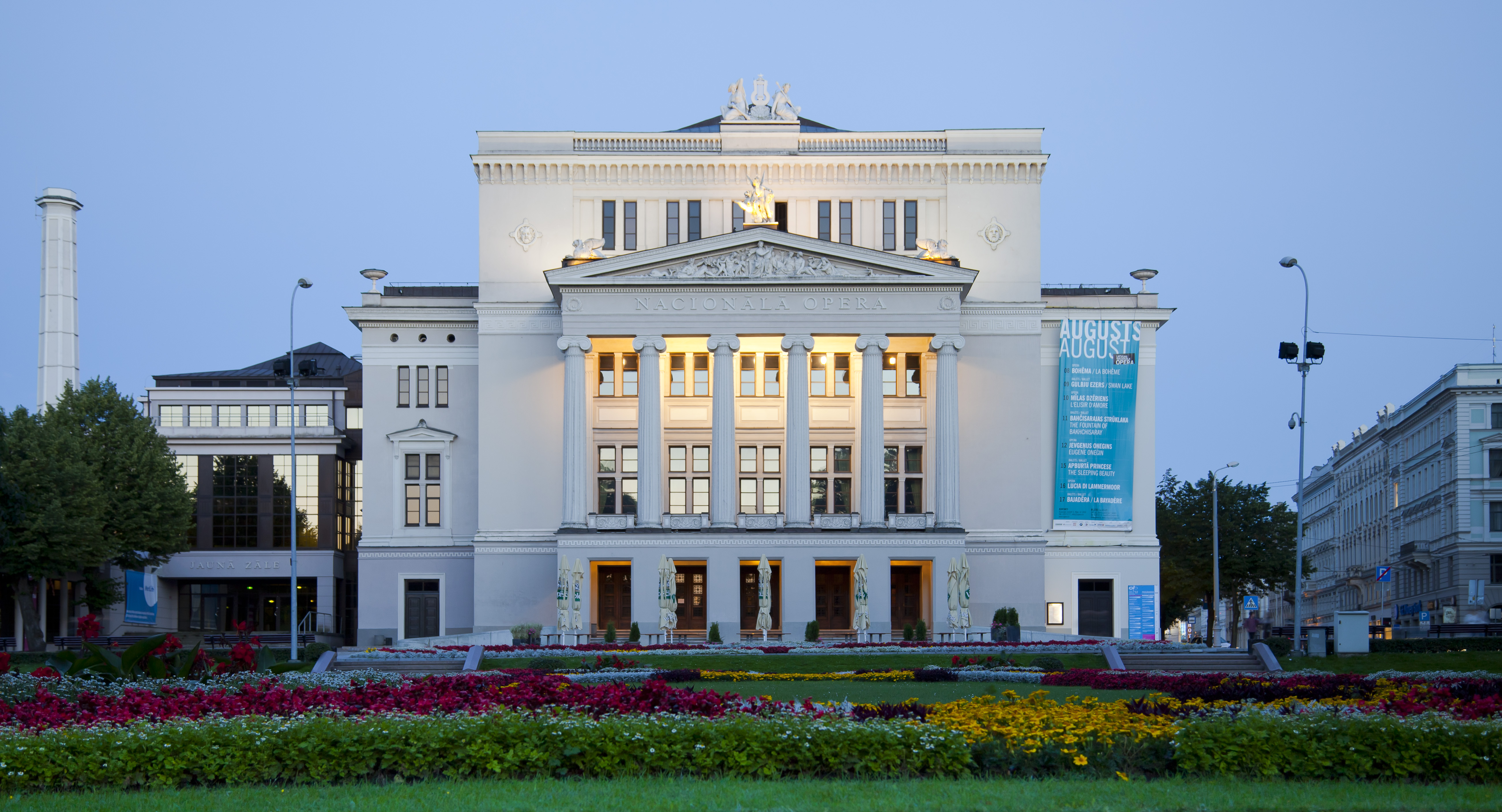
Латвийская национальная опера

Был вольноприходящим учащимся Императорской Академии художеств. Получил в Академии художеств звание свободного художника (1843) за проект «губернского дома». Получил звание академика архитектуры (1846) за проект «публичных бань».
В 1851 году он занял должность старшего архитектора при дворе великой княгини Елены Павловны. В этом качестве Бонштедт проводил восстановительные работы во дворце княгини на Каменном острове, в её резиденции в Ораниенбауме.
Самостоятельная деятельность Людвига Бонштедта началась в 1849 году. В это время он перестраивал частные дома Р. В. Риттера (Кадетская линия ВО, 11) и С. Р. Брандта (Кадетская линия ВО, 15). В 1850 годах архитектором перестраивались особняк А. И. Томсен-Боннара (Английская наб., 40), особняк Щигельского (ул. Глинки, 6), особняк К. К. Задлера (8-я линия ВО, 25), доходный дом Р. Н. Геймбюргера (1-я линия ВО, 28), здание Главного общества российских железных дорог (Итальянская ул., 17). Литейный пр., 42
1850-е года для Людвига Бонштедта стали наиболее продуктивными. Проектную деятельность он совмещал со службой в Департаменте водных и сухопутных сообщений, с работой архитектором страхового общества «Саламандра».
В 1851—1852 годах Бонштедтом был построен дом графини А. Р. Ламздорф (Моховая ул., 20). Зодчим перестраивались производственные помещения сахарного завода купца М. Е. Кара, Калинкиного пивоваренного завода, Невского стеаринового и мыловаренного заводов.

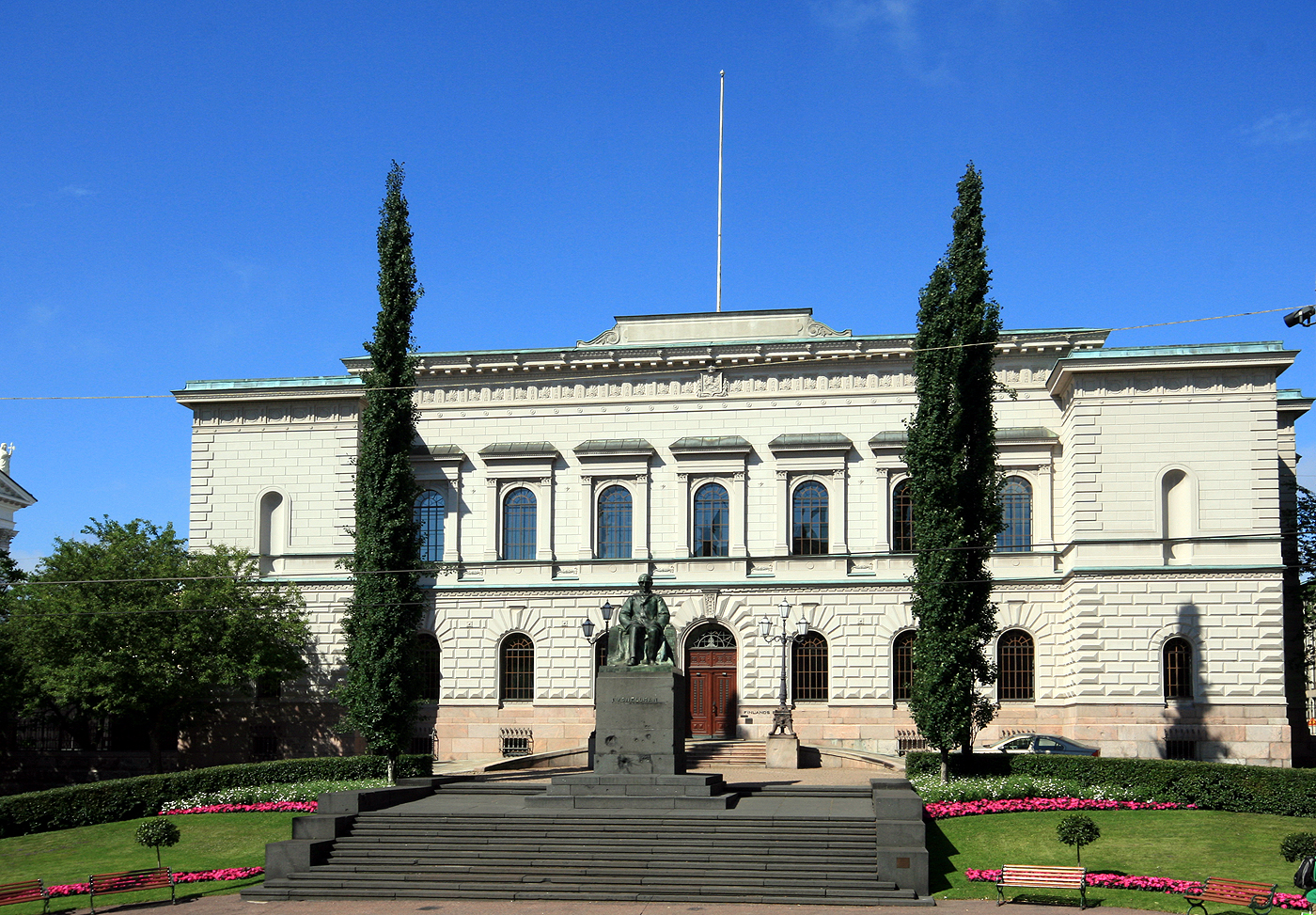
Банк Финляндии

В 1853 году Бонштедт принял предложение заканчивать начатые архитектором Н. Е. Ефимовым работы — дом министра государственных имуществ (Исаакиевская пл., 13), здание Городской думы (Думская ул., 1-3) и Воскресенский Новодевичий монастырь (Московский пр., 100). В том же году Бонштедт ушёл с государственной службы.
Одним из самых значимых работ Людвига Бонштедта в Санкт-Петербурге стал дворец княгини З. И. Юсуповой (Литейный пр., 42), строившийся с 1852 по 1858 год.
Людвиг Бонштедт преподавал в своей архитектурной мастерской. Среди его учеников были В. Шрётер, Г. Шель. В 1862 году в мастерской зодчего разместился Петербургский кружок архитекторов, который позже стал Санкт-Петербургским обществом архитекторов. В 1858 году Бонштедту были присвоены звание профессора и чин надворного советника.
Одной из последних работ Бонштедта стало возведение колокольни церкви великомученицы Екатерины (Кадетская линия ВО, 27а).
В 1861 году архитектор уехал в Германию для поправки здоровья. Там он остался жить, обосновался в городе Гота. Дальнейшая архитектурная деятельность зодчего происходила в Германии, Венгрии, Италии, Финляндии и Португалии.

## Наиболее известные работы за период с 1861 по 1885 год
- Рига — Немецкий театр (ныне Латвийская национальная опера) (1860—1863)
- Хельсинки — Финский Национальный Банк (1876—1883)
- Айзенах — Bauten im Südviertel, z.B. Reutervilla von 1868
- Гота

Deutsche Grundkreditbank (1872—1877)
Gothaer Feuerversicherungsbank (1872—1874)
Gothaer Privatbank (1873—1877)
Landes-Kriegerdenkmal 1870/71, zugleich Regimentsdenkmal 1870/71 des 6. Thüringischen Infanterie-Regiments Nr. 95 [1], gegenüber des Theaters (1874)
Paul Emil Jacob-Denkmal
- Нордхаузен

Villa Kneiff (1874)
Kriegerdenkmal 1870/71, in den Anlagen an der Sedanstraße (1880)

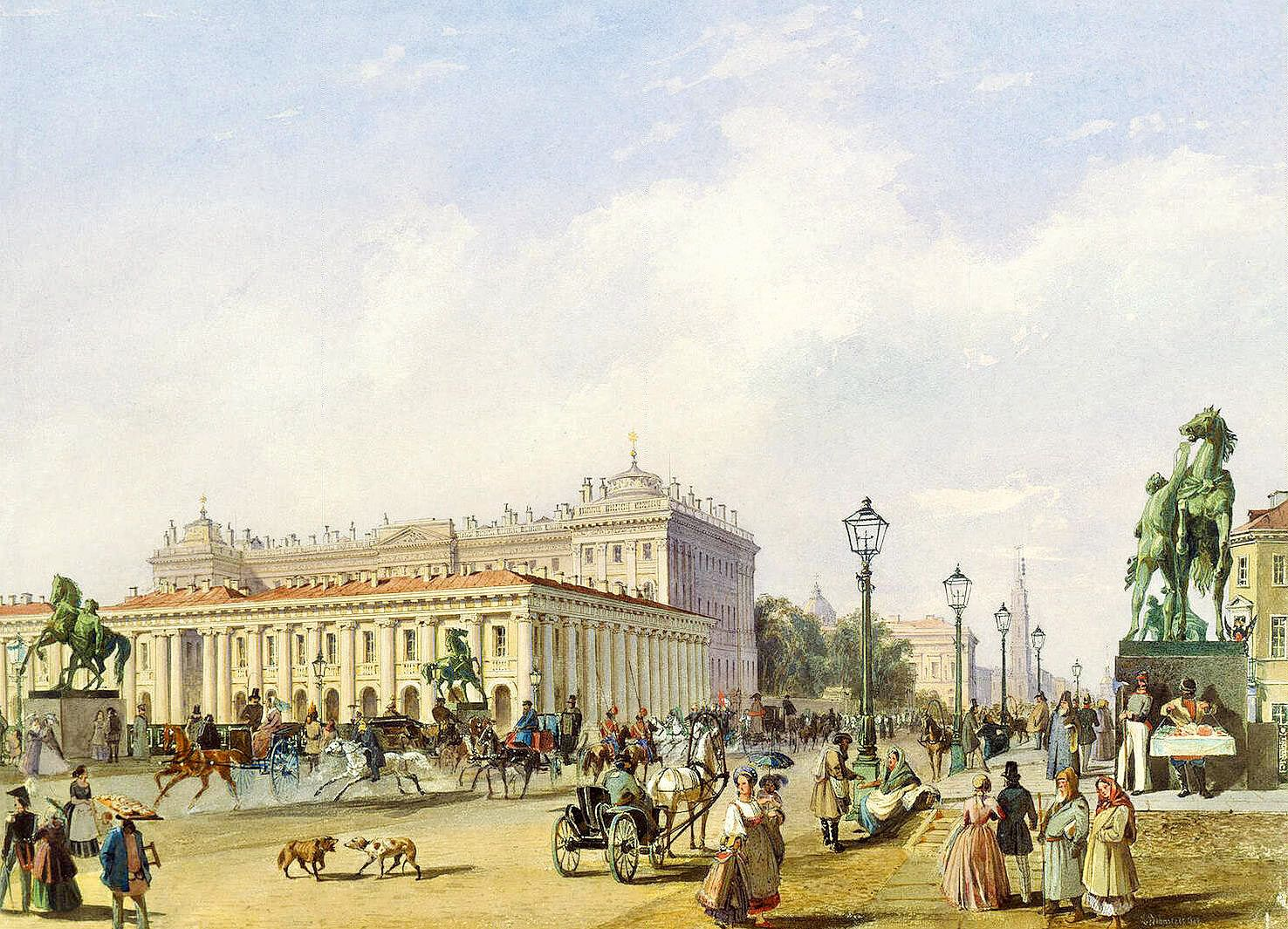
Невский проспект
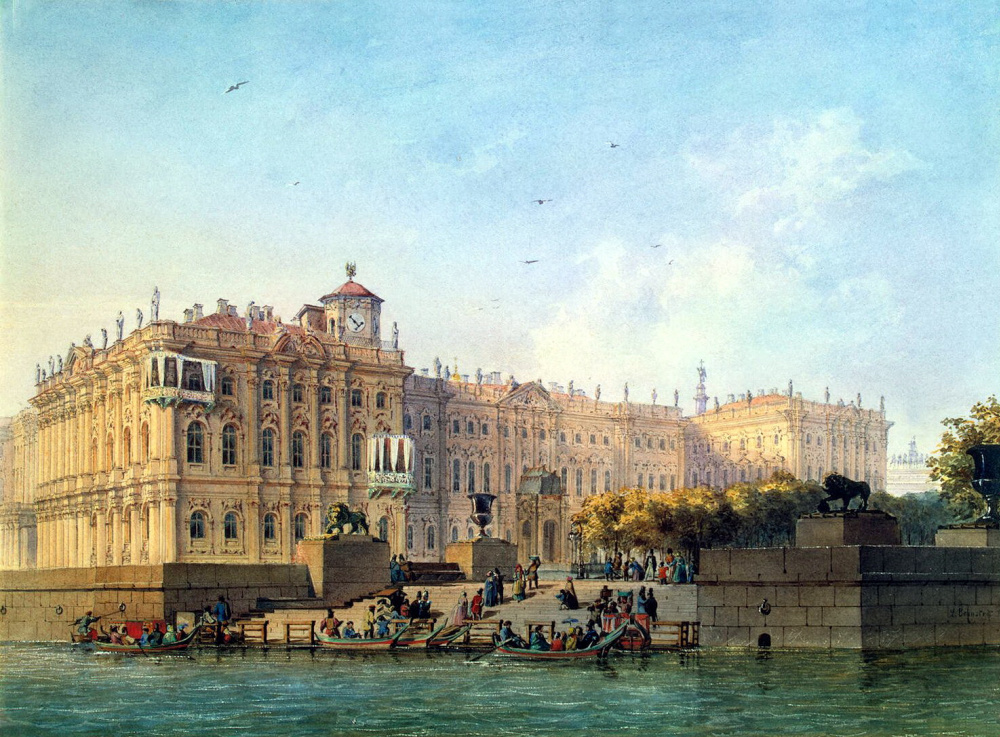
Набережная Невы у Зимнего дворца
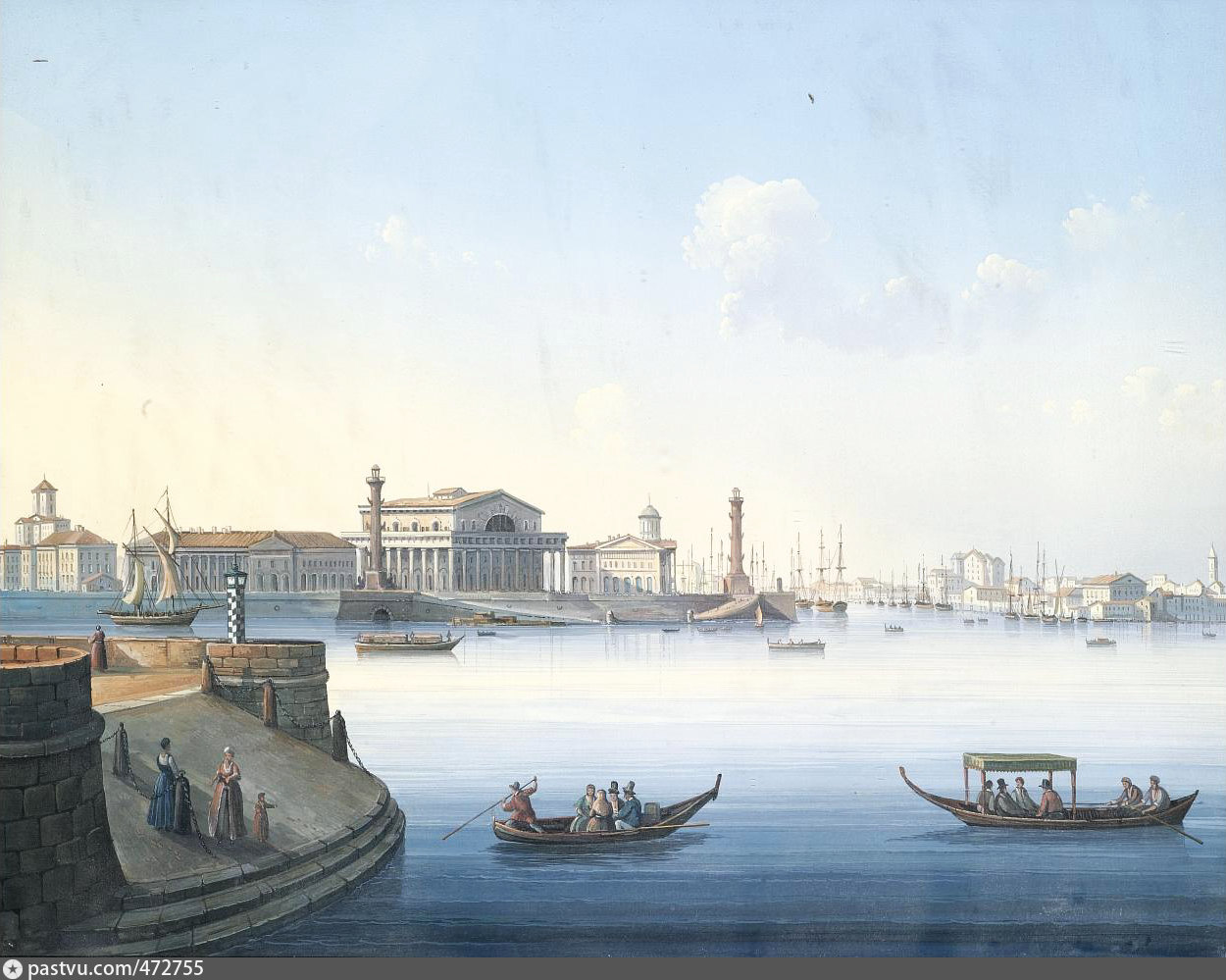
Стрелка Васильевского острова
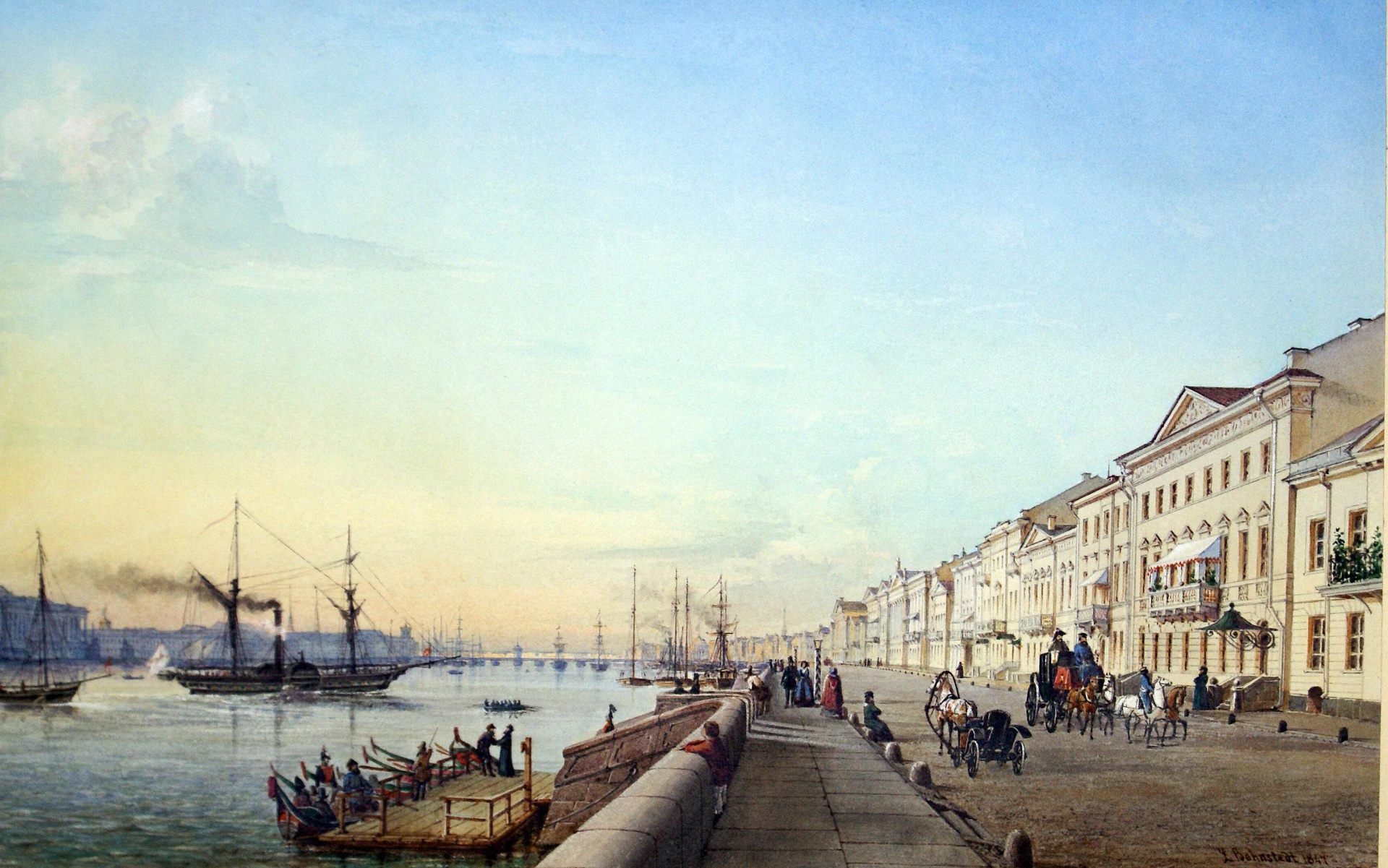
Английская набережная
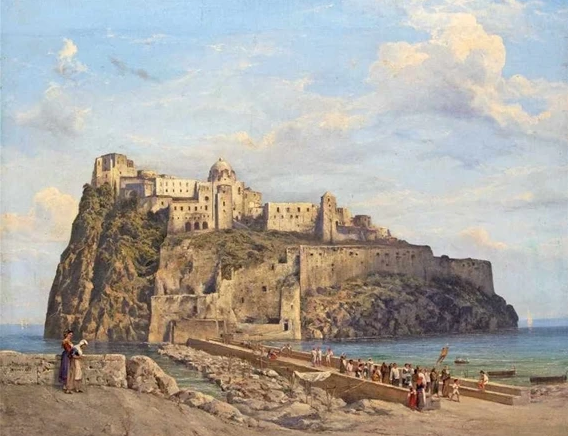
Замок на острове Искья

- Здание Городской думы (перестройка). Думская ул., 1-3 — Невский пр., 33х (1847—1852)[8]
- Дом министра государственных имуществ. Исаакиевская пл., 13 — Большая Морская ул., 44 — Мойки наб., 89 (1847—1853)[9]
- Сахаро-рафинадный завод М. Карра — Л. Е. Кенига. Главный корпус. Пироговская наб., 13 (1849—1851)[10]
- Доходный дом (перестройка и расширение). Тучков пер., 6 — Кубанский пер., 2х — Кадетская линия ВО, 11 (1849—1852)[11]
- Особняк А. И. Томсен-Боннара (перестройка). Английская наб., 40 — Галерная ул., 41 (1850—1851)[12]
- Жилой дом. Кадетская линия ВО, 13 (1851)[13]
- Жилой дом. Кадетская линия ВО, 15 (1851)[14]
- Особняк С. Р. Брандт. Тучков пер., 8 (1851)[15]
- Особняк С. Р. Брандт (изменение фасадов). Тучков пер., 10 (1851)[16]
- Дом садового мастера (перестройка). Малой Невки наб., 3 (1851)
- Особняк А. Р. Ламздорф. Моховая ул., 20 (1851—1852)[17]
- Дача И. Ф. Громова. 2-я Берёзовая аллея, 9—11 (1851—1853)[18]
- Китайская кухня. Ломоносов. Верхний парк, 5 — Парки Ораниенбаума, 31 (1852—1853)[19]
- Китайский дворец (надстройка). Ломоносов. Верхний парк, 7 — Парки Ораниенбаума, 30 (1852—1853)[20]
- Особняк княгини З. И. Юсуповой (графини де Шово). Литейный пр., 42 (1852—1858)[21][22][23]
- Каменноостровский дворец. Восточный флигель у оранжерей (перестройка). Малой Невки наб., 1А (1853)[24]
- Здание завода «Невское стеариновое товарищество» (перестройка). Обуховской Обороны пр., 80 (1856—1860-е)[25]
- Особняк Щигельского (перестройка). Глинки ул., 6 (1857—1858)[26]
- Дом Фреймана — Дом Р. Н. Геймбюргера (по 1-й линии ВО) (перестройка). 1-я линия ВО, 28 — Репина ул., 29 (1858—1859)[27]
- Дом Фреймана — Дом Р. Н. Геймбюргера (по ул. Репина) (перестройка). Репина ул., 29 — 1-я линия ВО, 28 (1858—1859)[28]
- Здание Главного общества Российских железных дорог (перестройка). Итальянская ул., 17 (1856—1860)[29]
- Особняк К. Задлера (перестройка). 8-я линия ВО, 25 (1859—1860)[30]
- Комплекс зданий и сооружений Калинкинского пивоваренного завода. Степана Разина ул., 9—11 (1859, 1862—1863)[31][32]
- Калинкинский пивоваренный завод. Здание цеха розлива и транспортировки. Степана Разина ул., 11А (1859)[33]
- Калинкинский пивоваренный завод . Бродильный цех и Цех розлива. Курляндская ул., 48—50 — Степана Разина ул., 8А (1862—1863)[34]